# Geranomyia aequabilis
Geranomyia aequabilis är en tvåvingeart. Geranomyia aequabilis ingår i släktet Geranomyia och familjen småharkrankar.

## Underarter
Arten delas in i följande underarter:
- G. a. aequabilis
- G. a. deplexa